# Flaminio (gruppo musicale)
I Flaminio, in precedenza noti come Flaminio Maphia, sono un gruppo musicale italiano di genere hip hop, creato a Roma nel 1994 da G-Max, Rude MC e Booster G (rapper fondatore e produttore musicale).

## Storia

### Primi successi
I primi successi del gruppo, nei primi anni 90, vengono dalle loro esibizioni nei locali come l'Horus Club, il Palladium, l'Akab ed il Caffè Latino, con ottimo riscontro da parte del pubblico, nel 1995 entrano a far parte del gruppo Pusha e Sparo. La nuova formazione continua nell'ottimo solco intrapreso, la loro crescita raggiunge traguardi importanti come l'apertura del concerto del rapper statunitense Ice-T.
In occasione di un liveshow, il gruppo lega con il gruppo statunitense South Central Cartel per poi entrare con loro nella Italian Murder Squad, collettivo in cui i Flaminio Maphia rappresentano l'Italia nella più grande famiglia di Gang Hip Hop nel mondo. Alla fine dell'estate del 1995 Booster G decide di lasciare il gruppo per intraprendere una sua via musicale differente, ma non del tutto dal suo gruppo. Nel 1996 il gruppo collabora all'LP del gruppo SR Raza, pubblicato dall'etichetta Undafunk. L'anno seguente debuttano con l'EP Restafestagangsta da cui viene tratto l'omonimo singolo e che contiene collaborazioni di altri esponenti capitolini dell'hip hop quali Colle der Fomento e Piotta. La produzione è affidata al Produttore discografico Ice One. I Manetti Bros., duo di sceneggiatori e registi, realizzano il video del singolo Restafestagangsta.
Sempre nel 1996 il gruppo ha un'altra occasione di notorietà partecipando al Salone della Musica di Torino. Partecipano alla colonna sonora del film Torino Boys, per la quale realizzano il brano Sbroccatamente si vive la notte prodotto da Neffa. L'anno seguente aprono live show a De La Soul e Coolio e nel 1998 vengono inseriti tra i 10 artisti italiani emergenti da Enzimi (servizio organizzato da Musica! e Il Messaggero). Poco tempo dopo entrano nel progetto della compilation Hip Hop On The Top.

### Problemi di formazione
Nel 97 Sparo e Pusha lasciano il gruppo, li sostituisce la cantante Perla. 
Il 1998 segna anche l'uscita di Italy's Most Wanted, che viene pubblicato a settembre con Cd club: le produzioni sono di Squarta, DJ Lugi, Ice One, Wigsoo e DJ Pug. L'anno seguente i Flaminio Maphia aprono il concerto del Wu-Tang Clan allo stadio Olimpico. Dall'album realizzeranno i video dei singoli Balla E Dalla e La Gabbia per la regia dei Manetti Bros. G-Max, in parallelo, inizia la sua carriera di attore recitando nel 1999 in Semiautomatic Roma Metal Jacket , nel film presenti anche Rude, Tormento, DJ Enzo, e Ice One; nel 2000 è protagonista insieme a Piotta del film  Il segreto del giaguaro e sempre nel 2000 è protagonista nel film Zora la vampira , regia Manetti Bros. e prodotto da Carlo Verdone, in cui partecipa anche alla colonna sonora con i brani Tabula rasa, Distruzione e Zora (Profondo Rosso) adottando lo pseudonimo di Lama, rapper dalla voce stridula e squillante, come il personaggio da lui interpretato nel film. Rude MC partecipa al film con il brano Sfiga. Inoltre, G-Max si ritaglia una carriera anche in televisione, infatti dal 2000 fino al 2020 sarà uno degli autori, conduttori e presenza fissa del programma più famoso del cinema italiano, Stracult su Rai2. Nel 2001 i Flaminio Maphia compaiono nel video dei singolo degli 883 Come deve andare e Uno in più.

### Gli anni successivi
Nel 2001, i Flaminio Maphia firmano il loro primo contratto con una Major Discografica e pubblicato da Emi Music/Extravibe, esce Resurrezione, prodotto da Riccardo Sinigallia, secondo LP, anticipato dal singolo Bada il cui video è diretto da Frankie hi-nrg mc. Nel febbraio del 2002, mediante il noto produttore e talent-scout Claudio Cecchetto, arrivano a condurre un programma su RTL 102.5. 
Nel 2003 il secondo brano tratto dall'album Resurrezione è Ragazze acidelle (ha raggiunto il picco del 7º posto tra i singoli più venduti in Italia) e diventerà poi uno dei tormentoni del 2003, prodotto da Neffa, dove appare l'attore Max Tortora, e svela un lato più leggero musicalmente rispetto ai brani che prima li contrassegnavano. 
Nel 2004, sotto la produzione di Biagio Pagano e la direzione artistica di Enrico Solazzo, vede la luce l'album Per un pugno di euri ,pubblicato da Sony/BMG, con l'uscita del primo singolo Supercar e il videoclip girato dai Manetti Bros. Il secondo singolo dell' album sarà il vero successo dei Flaminio Maphia. La canzone Che idea, reinterpretazione del successo di Ma quale idea di Pino D'Angiò, il video, che diventerà virale e di grande successo in pochi giorni, è una parodia di altri video di successo di artisti italiani quali Caparezza, Daniele Silvestri, Articolo 31, Luca Dirisio, Gemelli DiVersi, Frankie hi-nrg mc, Alex Britti, Piotta, Max Gazzè e Niccolò Fabi, Jovanotti, sempre girato dai Manetti Bros. Il singolo raggiunge direttamente la 4ª posizione tra i singoli più venduti in Italia diventando il secondo tormentone dei Flaminio Maphia.
Nel 2006, prodotto da Enrico Solazzo, esce il quinto album dei Flaminio Maphia, Videogame, anticipato dal singolo La mia banda suona il rap in collaborazione con Max Pezzali. Il pezzo raggiunge la 17ª posizione tra i singoli più venduti, rimanendo tra i primi 50 tutta l'estate.
Nel 2007 G-Max è co-conduttore di Matinée programma di Rai 2, mentre l'anno successivo è ancora co-conduttore stavolta di Scalo 76.
Nel 2008 conduce insieme a Martina Panagia il programma Street Voice su All Music. È anche il protagonista della sit-com Skull of Rap, in onda sul canale satellitare GXT, e nel 2011 interpreta un bidello con la passione per la musica metal in Lola & Virginia, serie tratta dall'omonimo cartone animato, per la regia di Alessandro Celli.
Esce il 29 gennaio 2010 il best dei Flaminio Maphia, Er mejo, raccolta dei successi della band dal 1997 ad oggi. L'album, oltre ai pezzi già noti del duo romano, contiene cinque inediti, tra i quali i singoli Quelli che e Vamos alla playa prodotti da Enrico Solazzo. sempre nel 2010 i Flaminio Maphia sono nel cast fisso del programma Quelli che il calcio e... su Rai 2. eseguendo ogni puntata la sigla di testa del programma. 
Nel 2012 G-Max è co-protagonista della serie R.I.S. Roma 3 nella parte di un componente della Banda del Lupo,nel ruolo del Maiale. Nello stesso anno recita anche nel film Buona giornata regia di Enrico Vanzina. Nel 2012 i Flaminio Maphia partecipano in veste di protagonisti di puntata a Tu musica divina de I Cesaroni 5. Il 28 maggio 2013 i Flaminio Maphia pubblicano il singolo Allagrande (Praticamente in mutande) sotto l'etichette DIY Italia e Globo Records. Il singolo è stato trasmesso per la prima volta da Radio Globo il 20 maggio 2013 all'interno del radio show Chiamata a carico.
Nel 2019 G-Max fa la sigla della seconda stagione del programma tv Pizza Hero - La sfida dei forni condotto da Gabriele Bonci su canale Nove. Sempre nel 2019 G-Max recita nel film Letto numero 6. 
L'11 settembre 2023 muore l'ex membro Ivan Stortini, in arte Pusha, all'età di 49 anni. Il 4 giugno 2024 G-Max ha dichiarato, durante la trasmissione Le Iene in onda su Italia 1, che il loro nome è cambiato rimuovendo la parola Maphia.

## Discografia

### Album in studio
- 1998 - Italy's Most Wanted
- 2001 - Resurrezione
- 2005 - Per un pugno di euri
- 2006 - Videogame

### EP
- 1997 - RestaFestaGangsta

### Raccolte
- 2010 - Er mejo

### Singoli
- 1997 - Restafestagangsta
- 1998 - Balla e dalla
- 1999 - La gabbia
- 2001 - Bada
- 2003 - Ragazze acidelle
- 2003 - Er traffico
- 2003 - Non escludo il ritorno (feat. Franco Califano)
- 2004 - Supercar
- 2005 - Che idea!
- 2005 - Federica
- 2006 - La mia banda suona il rap (feat. Max Pezzali)
- 2007 - Voglio il motorino
- 2010 - Quelli che
- 2010 - Vamos alla playa (coi Flaminio Maphia)
- 2013 - Allagrande (praticamente in mutande)

## Videografia

### Video musicali
| Anno | Titolo                                        | Regista/i                              |
| ---- | --------------------------------------------- | -------------------------------------- |
| 1997 | Rastafestagangsta                             | Manetti Bros.                          |
| 1998 | Balla e dalla                                 | Manetti Bros.                          |
| 1999 | La gabbia                                     | Manetti Bros.                          |
| 2001 | Bada                                          | Frankie hi-nrg mc, Riccardo Sinigallia |
| 2001 | Le facce della notte                          |                                        |
| 2003 | Ragazze acidelle                              | Manetti Bros.                          |
| 2003 | Er traffico                                   | Manetti Bros.                          |
| 2004 | Supercar                                      | Manetti Bros.                          |
| 2005 | Che idea!                                     | Manetti Bros.                          |
| 2005 | Federica                                      | Manetti Bros.                          |
| 2006 | La mia banda suona il rap (feat. Max Pezzali) | Manetti Bros., Gaetano Morbioli        |
| 2006 | Voglio il motorino                            | Manetti Bros.                          |
| 2010 | Quelli che                                    | Toona Production Limited               |
| 2010 | Vamos alla playa (coi Flaminio Maphia)        | Toona Production Limited               |
| 2013 | Allagrande (praticamente in mutande)          | Alessio Saglio                         |